# Luedji Luna
Luedji Gomes Santa Rita, de nom artístic Luedji Luna   (Salvador, 25 de maig de 1987) és una cantant i compositora brasilera.
Les seves músiques retraten el prejudici racial, feminisme, empoderament femení, especialment de la dona negra, retratant la cultura afrobrasilera de múltiples maneres. Demostra en les seves lletres l'africanisme dels brasilers, cantant sobre religions de matriu africana, remeis i costums provinents d'Àfrica. Les seves cançons barregen ritmes afrobrasilers, R&B, jazz i blues, a més de la MPB.

## Biografia
Va néixer a Salvador, en el barri de Cabula, i va criar-se en el de Brotas. És filla d'Orlando i Adelaide, un historiador i una economista, ambdós funcionaris públics i militants del moviment negre de la capital bahiana. Luedji va créixer envoltada de reflexions sobre la lluita, la política i la revolució. La música sempre va estar present en la seva vida, donat que el seu pare també era músic, un dels integrants del grup Raciocínio Lento, format per diversos músics i compositors de soteropolitans.
Va ser víctima de racisme en la infància, per part dels companys d'escola, però va saber transformar aquest dolor en música. Va començar a compondre les seves cançons als 17 anys, i actuava com amateur en bars de la seva ciutat natal. L'any 2007 va començar a estudiar Dret en la Universitat de l'Estat de Bahia. Tot i això, va optar per no exercir la professió per dedicar-se exclusivament a la música. El 2011 va començar a estudiar a l'Escola Baiana de Canto Popular.
El 2012 va participar del taller "AlimaCanta", de Canto Essencial, dirigida per professors argentins. També el 2012, a Salvador, va passar a formar part de la Banda Cumatê, un projecte cultural col·lectiu que aposta per les manifestacions artístiques tradicionals de la cultura brasilera. El 2015 es va mudar a São Paulo.

## Trajectòria
A partir del 2011 es va presentar en recitals en els principals escenaris de Salvador, actuant també com a cantant nocturna en els bars, principalment a Rio Vermelho, el barri bohemi de la ciutat. El 2013 va vèncer l'etapa regional del "Festival de la Cançó Francesa", realitzat en l'Aliança Francesa. El mateix any, va cantar en l'espectacle "Ponto Negro em Tela Branca", de la directora Kléia Maquenda. Aquest mateix any 2013, va ser una de les fundadores del col·lectiu de compositores M.O.V.A, de Salvador.
L'any següent, el 2014, va llançar el single Dentro ali. El 2015 va finalitzar el CD UnsZansoutros, projecte al costat de compositors de la nova generació. El grup va ser un dels participants d'un espectacle en tribut als Novos Baianos, realitzat pel web Jardim Eléctrico, de São Paulo, reunint diversos artistes com Cícero, A Banda Mais Bonita da Cidade, Diogo Poças i Thamires Thanouss, a més del col·lectiu UnsZanzoutros. Encara el 2015, va actuar a São Paulo i a Rio de Janeiro, acompanyada per la violinista i cantant Emillie Lapa. També a Rio, va obrir el concert de la cantant Teka Balluthy i altres artistes convidades (Késia Estácio i Juliana Diniz), en el projecte "Focus MPB". Va crear l'espectacle titulat Fiz uma canção para o vento, amb el qual va recórrer diversos llocs de Salvador, com el Teatro XVIII.
Amb la producció de Sebastian Notini, el 2017 va llançar el seu primer àlbum com a cantautora: Um Corpo no Mundo, per la productora YBmusic. El tema Iodo+Now Frágil va ser escrita per Tatiana Nascimento. El 2018, l'àlbum va ser publicat al Japó i el 2019, a Europa, pel segell Sterns Music. Coincidint amb el llançament europeu, va fer la seva primera gira internacional. La presentació de l'àlbum a Portugal va ser el juliol de 2019, amb espectacles a Lisboa, a la Casa da Música de Porto, a Madeira i a Sines, dintre del Festival de Músiques del Món.
El 2020 va llançar el seu segon àlbum d'estudi i també àlbum visual, Bom mesmo é estar debaixo d'água. A més d'això, va obtenir una gran recepció en l'àmbit nacional i internacional, havent estat gravat en el Brasil i en països d'Àfrica, com a Kenya.

## Discografia

### Àlbums d'estudi
| Àlbum                                                                   | Detalls                                                                                                 |
| ----------------------------------------------------------------------- | --- |
| Um Corpo no Mundo (Un Cos en el Món)                                    | - Llançament: 26 d'octubre de 2017 - Format(s): CD, LP, descàrrega digital - Productora: YB Music       |
| Bom Mesmo É Estar Debaixo D'Água (El que està bé és estar sota l'aigua) | - Llançament: 14 d'octubre de 2020 - Format(s): descàrrega digital, streaming - Productora: Independent |

### Extended plays(EPs)
| Àlbum                       | Detalls de l'àlbum                                                                     |
| --------------------------- | -------------------------------------------------------------------------------------- |
| Mundo (Remix) (Món (Remix)) | - Llançament: 3 de maig de 2019 - Format(s): descàrrega digital - Productora: YB Music |

## Premis i nominacions
L'àlbum Bom Mesmo É Estar Debaixo D'Água va ser nominat en 4 categories de l'edició de 2020 dels WME Awards brasilers, enduent-se el premi de "Millor àlbum de l'any". El 2021, el disc va ser nominat al Grammy Llatí de Millor Àlbum de Música Popular Brasilera.